# Anoplolepis fallax
Anoplolepis fallax é uma espécie de formiga do gênero Anoplolepis, pertencente à subfamília Formicinae.